# Brachymeria decreta
Brachymeria decreta är en stekelart som först beskrevs av Walker 1862.  Brachymeria decreta ingår i släktet Brachymeria och familjen bredlårsteklar. Inga underarter finns listade.